# Pogorzela (gmina)
Pogorzela – to gmina miejsko-wiejska w województwie wielkopolskim, w powiecie gostyńskim. W latach 1975–1998 gmina położona była w województwie leszczyńskim.
Siedziba gminy to Pogorzela.
Według danych z 30 czerwca 2004 gminę zamieszkiwało 5149 osób. Natomiast według danych z 31 grudnia 2019 roku gminę zamieszkiwało 4937 osób.

## Struktura powierzchni
Według danych z roku 2002 gmina Pogorzela ma obszar 96,47 km², w tym:
- użytki rolne: 76%
- użytki leśne: 17%

Gmina stanowi 11,9% powierzchni powiatu.

## Demografia

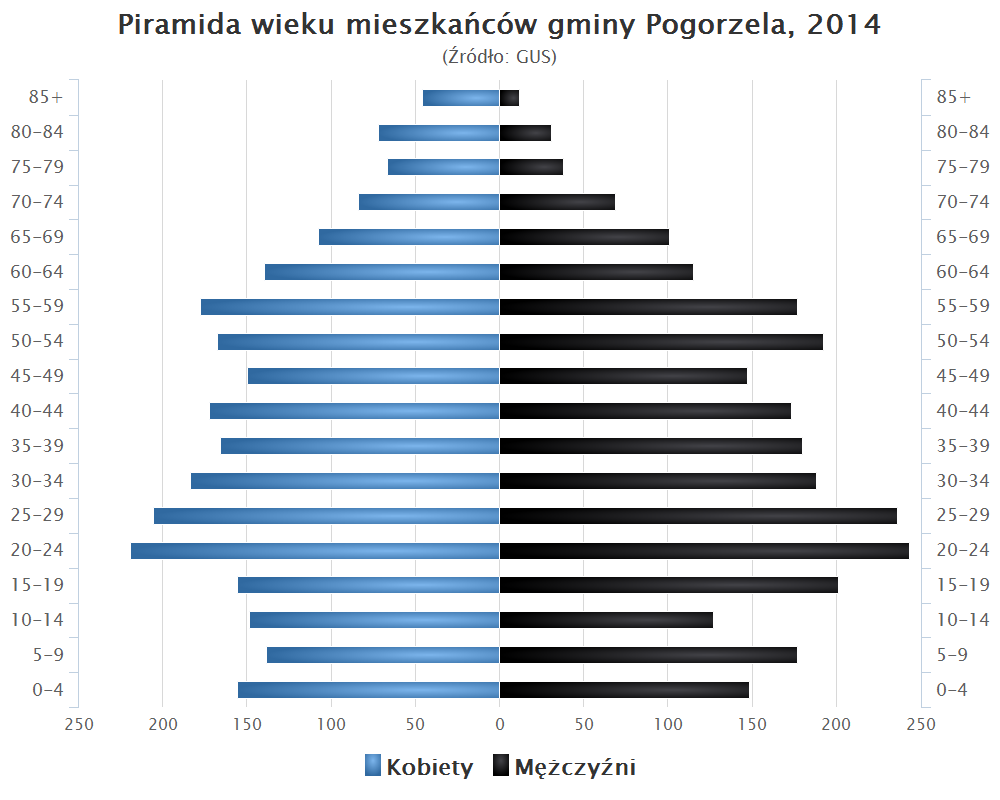
Piramida wieku mieszkańców gminy Pogorzela w 2014 roku

Dane z 30 czerwca 2004:
| Opis                              | Ogółem | Ogółem | Kobiety | Kobiety | Mężczyźni | Mężczyźni |
| --------------------------------- | ------ | ------ | ------- | ------- | --------- | --------- |
| jednostka                         | osób   | %      | osób    | %       | osób      | %         |
| populacja                         | 5149   | 100    | 2597    | 50,4    | 2552      | 49,6      |
| gęstość zaludnienia (mieszk./km²) | 53,4   | 53,4   | 26,9    | 26,9    | 26,5      | 26,5      |

## Miejscowości na terenie gminy
- Bielawy Pogorzelskie – wieś
- Bułaków – wieś
- Dobra Pomoc – osada leśna
- Elżbietków – wieś
- Głuchów – wieś
- Głuchówek – przysiółek
- Gumienice – wieś
- Józefów Ochelski – przysiółek
- Kaczagórka – wieś
- Kromolice – wieś
- Łukaszew – wieś
- Małgów – wieś
- Międzyborze – leśniczówka
- Nowiny – przysiółek
- Ochla – wieś
- Paradów – wieś
- Pogorzela – miasto, siedziba gminy
- Stawy – przysiółek
- Taczanówko – leśniczówka
- Wziąchów – wieś

## Sąsiednie gminy
Borek Wielkopolski, Kobylin, Koźmin Wielkopolski, Krotoszyn, Pępowo, Piaski